# マルチプレーン・カメラ

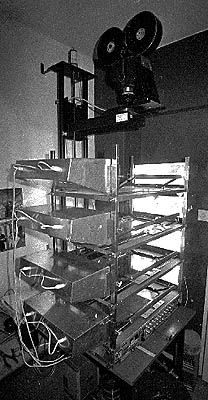
マルチプレーンカメラ
4層のセル台にそれぞれ異なったセル画・背景を置き立体感を出す

マルチプレーン・カメラ（Multiplane camera）は、セルアニメの制作で使用された特殊な映画撮影用のカメラである。たくさんのセル画をそれぞれ異なった距離に配置し撮影するシステムである。被写界深度の関係でカメラに近いセル画にフォーカスを合わせると、カメラから遠い背景画やセル画はフォーカスが合わない状態になり、遠くのものほどかすんで見える空気遠近法に似た奥行きのある表現を生み出す。また、カメラに付けるレンズフィルター以外にもガラスに油や透明絵具で絵を描いたり、セル画に紙やすりで傷をつけるといった手作りのフィルターを使用できる。欠点としては画を置く台ごとライティングや作業が発生し、撮影の準備作業も多いため、通常の撮影よりも撮影に携わる人数が多かったり、撮影に時間を要した。

## 歴史
1926年、マルチプレーン・カメラの先駆的な技術が使用された。ロッテ・ライニガーがアニメーション大作『アクメッド王子の冒険』のために使用したものである。彼女とともに仕事をしていたベルトールド・バルトッシは1930年、『The Idea』という作品でも類似の技術を使用した。
最初のマルチプレーン・カメラは、1933年にウォルト・ディズニー・カンパニーの元アニメーターでディレクターでもあったアブ・アイワークスが発明した。水平カメラの前に4層のセル画を配置したもので、装置には古いシボレー車の部品を使用した。
また、その翌年の1934年に、フライシャー・スタジオは、セットバック撮影方式（または、ステレオプティカル・プロセス）という、平面のセルの奥に立体模型を作成し、撮影するという撮影方法を独自に確立させた。これにより奥行きのみならず、背景の立体感をリアルに再現することができた。この撮影方式は、1934年公開のベティ・ブープシリーズの一編『ベティのシンデレラ（原題：Poor Cinderella）』で初めて実用化され、ポパイのカラー中編のうちの2作品（『船乗りシンドバッドの冒険（原題：Popeye the Sailor Meets Sindbad the Sailor、1936年）』、『ポパイのアリババ退治（原題：Popeye the Sailor Meets Ali Baba's Forty Thieves、1937年）』などで使用された他、フライシャー・スタジオが製作した2本の長編映画（『ガリバー旅行記（原題：Gulliver's Travels、1939年）』、『バッタ君町に行く（原題：Mr. Bug Goes to Town）』）で、オープニングのみ使用された。
最も有名なマルチプレーン・カメラは、ウォルト・ディズニー・カンパニーがアニメ映画『白雪姫』で使用したものである。これはウィリアム・ギャリティが発明したもので、1937年前半に完成していた。その高い技術が評価され、『風車小屋のシンフォニー』は1937年のアカデミー短編アニメ賞を受賞した。
ユーリ・ノルシュテインはウォルト・ディズニーで使用されたものと類似したマルチプレーン・カメラを現在でも使用している。
テレビ番組などの他の表現形態でも、マルチプレーン、もしくはラスタースクロールなどの関連した効果が使われる。

## 影響
マルチプレーン・カメラで生み出された『白雪姫』は、日本の草創期のアニメ界にも大きな影響を与え、持永只仁がマルチプレーンを模倣した多層式撮影台を開発。瀬尾光世により『アリチャン』（1940年）、『桃太郎の海鷲』（1943年）の製作に用いられた。